# ترشيح فطري
الترشيح الفطري هي عملية استخدام الأجزاء الموجودة في الفطر المغطاة بالغزل الفطري كمرشحات حيوية. وتمت صياغة هذا المصطلح بواسطة عالم الفطريات بول ستاميتس.
استطاع ستاميتس في البداية أن يكتشف تقنية للتحكم في نسبة إيشريشيا كولاي في تدفق المياه وأنفق عليها من مُمْتلكاته الخاصة. فبعد أن قام بزرع منبت للفطر في المَسيل حيث رحلت المياه عنه، كانت نسبة الكولِيات خلال عام قد انخفضت ووصلت إلى مستويات لا يمكن الكشف عنها تقريبًا. واكتشف أن الفطر قد أنتج مواد بلورية متحورة أمام الغزل الفِطْري المتكاثر، وأن هذه المواد البلورية قد تحللت حين تعرضت لبكتيريا إيشريشيا كولاي. وتَرَتَّب على ذلك أن أرسلت إشارة كيميائية إلى الغزل الفِطْري والتي أنتجت بدورها ما بدا وكأنه بلوْرة كُلِيَّة قامت باجتذاب الآلاف من البكتيريا المتحركة التي فاجأتهم بهجومها السريع. بعد ذلك، استهلك الغزل الفِطْري بكتيريا إيشريشيا كولاي، وبذلك قضى عليها وأزالها من البيئة بشكلٍ فعَّال.
نوعٌ آخر من الفِطْر وهو بوليبوروس المظلي الذي ثبت أنه يستطيع تثبيط وكَبْح المُتصوِّرة المنجلية، وهو نوع من الطفيليات التي تسبب الإصابة بأخطر نوع من عدوى الملاريا .
أحد التطبيقات الصناعية للترشيح الفطري هو ِمنع حدوث التعرية نتيجة لجريان المياه السطحية. وأول تطبيق له كان على قطع الأشجار في الطُرُق المهجورة. والهدف من هذا الأسلوب وضع بُشارات اللحاء والخشب في طرق قطع الأشجار، وتلقيح البقايا الخشبية بالغزل الفطري الناتج من الأجناس الفطرية الطبيعية. وبينما تتحلل بشارات الخشب، تقوم شبكات من الغزل الفِطْريّ بالتحور وتعمل كمرشحات لمنع تدفق الطمي. أثناء تلك العملية، يقوم الغزل الفِطْريّ بتجديد التربة السطحية، ممَّا تدفع إلى نمو النباتات والحيوانات الأصلية.
المعالجة الفطرية هي عملية أخرى مُشابهة تستخدم الفِطْر للتَخَلُّص من المُلَوِّثات الموجودة في البيئات المُلَوَّثة.

## وصلات خارجية
- The US Patent and Trademark Office Searchable website containing patents and applications related to mycofiltration